# Combat de Carpio
Guerre d'indépendance espagnole
Batailles
- Olivença (01-1811)
- Gebora (02-1811)
- Campo Maior (03-1811)
- 1re Badajoz (04-1811)
- Fuentes de Oñoro (05-1811)
- Albuera (05-1811)
- Usagre (05-1811)
- Cogorderos (06-1811)
- Carpio (09-1811)
- El Bodón (09-1811)
- Aldeia da Ponte (09-1811)
- Arroyomolinos (10-1811)
- Tarifa (12-1811)
- Navas de Membrillo
- Almagro (01-1812)
- 2e Ciudad Rodrigo (01-1812)
- 2e Badajoz (03-1812)
- Villagarcia (04-1812)
- Almaraz (05-1812)
- Maguilla (06-1812)
- Arapiles (07-1812)
- García Hernández (07-1812)
- Majadahonda (08-1812)
- Retiro (08-1812)
- Madrid (08-1812)
- Burgos (09-1812)
- Villodrigo (10-1812)
- Tordesillas (10-1812)
- Alba de Tormes (11-1812) (es)
- San Muñoz (11-1812)

Le combat de Carpio se déroule le 25 septembre 1811 à Carpio de Azaba, en Espagne, dans le cadre de la guerre d'indépendance espagnole. Il oppose la cavalerie française du général Pierre Wathier aux forces britanniques commandées par le général Thomas Graham. Au cours de cet affrontement, deux unités de cavalerie anglaises soutenues par de l'infanterie légère mettent en échec une colonne de cavalerie française supérieure en nombre.

## Contexte
Après sa défaite à Fuentes de Oñoro face aux Anglo-Portugais le 5 mai 1811, le maréchal Masséna est remplacé à la tête de l'armée française du Portugal par son homologue Auguste de Marmont. Simultanément, les forces alliées commandées par le marquis de Wellington mettent le siège devant Badajoz. Cependant, la résistance offerte par la garnison incite le général britannique à se diriger plus au nord en direction de Ciudad Rodrigo, jusqu'à établir son quartier-général à Fuenteguinaldo au mois d'août. 
Marmont, mal renseigné sur la position de son adversaire, décide d'envoyer en avant une reconnaissance de cavalerie chargée de tâter le dispositif de Wellington et de savoir si ce dernier s'apprête ou non à assiéger Ciudad Rodrigo. Pour cette mission, le maréchal rassemble deux brigades de cavalerie aux ordres du général Pierre Wathier. Cet officier aguerri est considéré comme l'un des meilleurs généraux de cavalerie français en service dans la péninsule Ibérique. Au total, la colonne se compose d'environ 1 300 hommes issus majoritairement des lanciers de Berg et du 26e régiment de chasseurs à cheval.

## Déroulement du combat

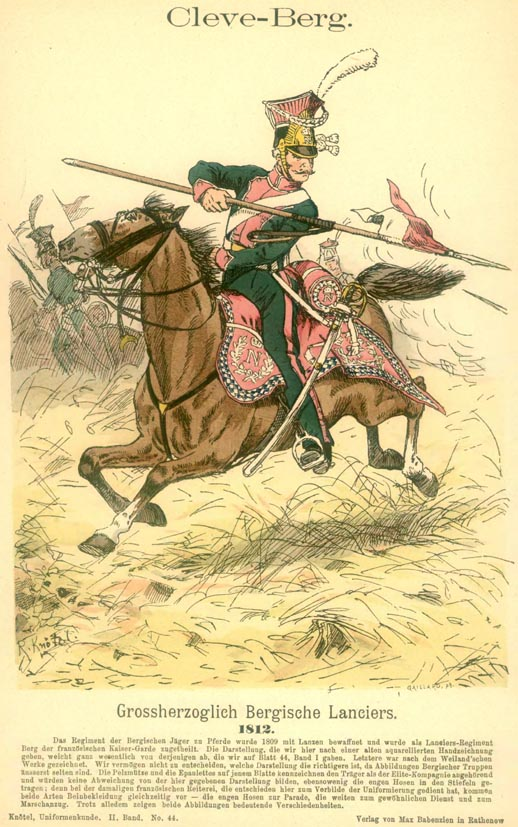
Lancier de Berg à la charge (par Richard Knötel). À Carpio, la cavalerie britannique affronte des lanciers pour la première fois dans la guerre de la péninsule.

Le matin du 25 septembre, Wathier arrive devant Carpio où se trouve l'aile gauche de l'armée anglo-portugaise, constituée des 1re et 6e divisions d'infanterie commandées par le général Thomas Graham et de la brigade de cavalerie du général George Anson (14e et 16e régiments de dragons légers). Les avant-postes du 14e évacuent Carpio et se replient sur le gros du régiment derrière l'Azaba. Laissant six escadrons dans la localité, le commandant français franchit à son tour la rivière avec huit escadrons et se lance à la poursuite de la cavalerie britannique qui s'est réfugiée sur les hauteurs environnantes. Graham ordonne à trois compagnies légères de la brigade Hulse de se porter en soutien du 14e dragons légers qu'appuient déjà deux escadrons du 16e. 
Les troupes britanniques prennent position dans une zone boisée, ce qui rend la progression des Français plus difficile car ils ne peuvent pas distinguer les mouvements de leurs adversaires à travers les arbres. Prudent, Wathier fait une première tentative avec quatre escadrons mais une charge de deux escadrons britanniques la fait échouer, contraignant le général français à engager la totalité de ses forces. La brigade Hulse se démasque alors et arrête les assaillants par son feu, tandis que les dragons légers attaquent une nouvelle fois et repoussent la cavalerie française sur près de 3 km jusqu'à ce que cette dernière repasse la rivière Azaba en sens inverse.

## Conséquences et analyse
Les Français déplorent 11 tués et 37 prisonniers alors que les Britanniques ne comptent dans leurs rangs que 11 blessés et 1 disparu. L'accrochage confirme la présence d'infanterie britannique aux alentours de Carpio, ce qui permet à Marmont de mieux appréhender le dispositif adopté par Wellington. 
L'historien Ian Fletcher, dans son ouvrage sur la cavalerie britannique pendant la guerre de la péninsule Ibérique, considère l'affaire de Carpio « comme l'une des plus brillantes de la guerre » et la compare à celles de Sahagún et de Benavente en termes de résultats et de performance. La discipline observée par les cavaliers anglais, leur habileté manœuvrière ainsi que la coordination et le sens toujours à-propos donnés à leurs charges face à un adversaire numériquement supérieur donnent selon lui « une démonstration de ce dont étaient capables les dragons légers britanniques en combat rapproché ».